# Bombardeo de Rabaul (1943)
El bombardeo de Rabaul fue una operación llevada a cabo por los aliados de la Segunda Guerra Mundial que implicó un ataque aéreo contra una fuerza de cruceros en la importante base japonesa de Rabaul, en noviembre de 1943. En respuesta a la invasión aliada de Bougainville, los japoneses habían traído una fuerte fuerza de cruceros desde Truk, su principal base naval en las islas Carolinas, a unas 800 millas al norte de Rabaul, con el objetivo de realizar un combate nocturno contra el suministro aliado y sus naves de apoyo. Aviones aliados, muchos de ellos basados en portaviones, atacaron las naves japonesas, aeródromos e instalaciones portuarias en la isla de Nueva Bretaña para proteger la invasión anfibia aliada de Bougainville. Como resultado de los ataques de Rabaul, las fuerzas navales japonesas ya no pudieron amenazar los desembarcos. El éxito de la incursión comenzó a cambiar la fuerte convicción de que las fuerzas aéreas de base marítima no podían desafiar a las fuerzas aéreas terrestres.

## Antecedentes
A principios de 1943, Rabaul había estado distante de la lucha. Sin embargo, el plan de los aliados en la Zona del Pacífico Sudoeste, la Operación Cartwheel, tenía como objetivo aislar a Rabaul y reducirla mediante ataques aéreos. Las fuerzas terrestres japonesas ya se estaban retirando en Nueva Guinea y en las Islas Salomón, abandonando Guadalcanal, Kolombangara, Nueva Georgia y Vella Lavella. Rabaul, al norte en la isla de Nueva Bretaña, era uno de los dos principales puertos en el territorio australiano de Nueva Guinea. Fue la principal base naval japonesa durante la campaña de las Islas Salomón y la campaña de Nueva Guinea. El puerto de Simpson, capturado a las fuerzas australianas en febrero de 1942, era conocido como "el Pearl Harbor del Pacífico sur" y estaba bien defendido con 367 cañones antiaéreos y cinco aeródromos.
Los aeródromos de Lakunai y Vunakanau eran pistas australianas de preguerra. Lakunai tenía una pista de arena y con cenizas volcánicas esparcidas, y Vunakanau estaba recubierto de hormigón. El aeródromo de Rapopo, a 23 km al sureste, se puso en funcionamiento en diciembre de 1942 con pistas de hormigón y amplias instalaciones de apoyo y mantenimiento. El aeródromo de Tobera, terminado en agosto de 1943 a medio camino entre Vunakanau y Rapopo, también tenía pistas de hormigón. Los cuatro escenarios tenían 166 hangares protegidos para los bombarderos y 265 para los cazas, con áreas de estacionamiento adicionales desprotegidas de dispersión. El quinto aeródromo que protegía a Rabaul era el aeródromo de Borpop, terminado en diciembre de 1942 a través del canal de San Jorge en Nueva Irlanda.
Las defensas antiaéreas estaban bien coordinadas por unidades militares y navales. El Ejército Imperial Japonés operó 192 de los 367 cañones antiaéreos y la Armada Imperial Japonesa, 175. Los cañones navales protegían el puerto de Simpson y sus naves y los tres aeródromos de Tobera, Lakunai, y Vunakanau. Las unidades del ejército defendieron el aeródromo de Rapopo, los depósitos de suministros y las instalaciones militares; y ayudó a la armada en la defensa del puerto de Simpson. Un sistema eficaz de radar de alerta temprana proporcionó una cobertura de 90 millas 140 km desde Rabaul, y una cobertura extendida con radares adicionales en Nueva Bretaña, Nueva Irlanda y en Buka. Estos conjuntos proveían de 30-60 minutos de alerta temprana en caso de un ataque enemigo.

## Campaña aérea

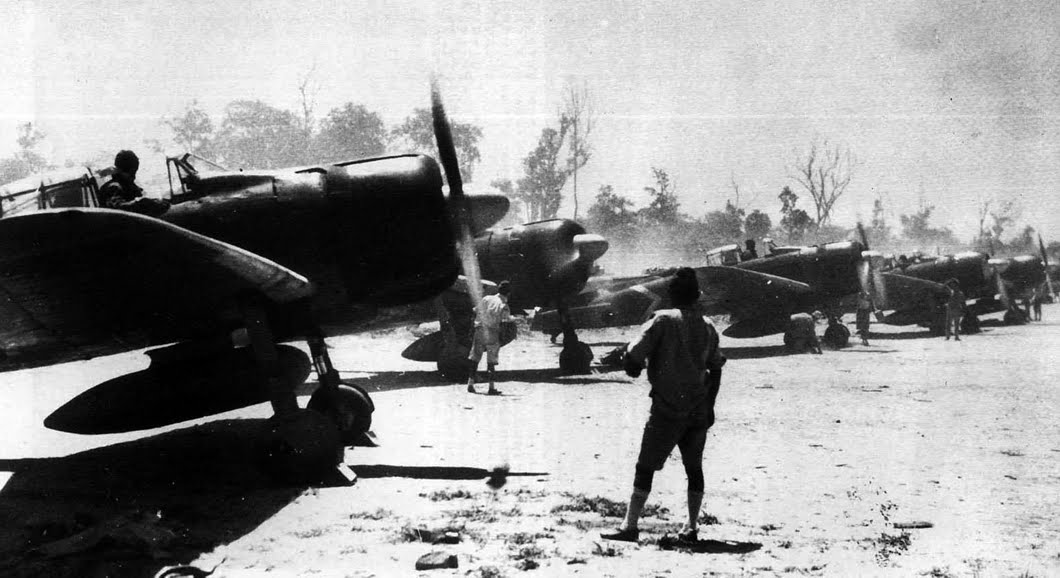
Cazas A6M3 Zero del portaviones Zuikaku preparándose para un ataque.

Como parte de la Operación Cartwheel, en otoño de 1943, la Quinta Fuerza Aérea de los Estados Unidos, la Real Fuerza Aérea Australiana y la Real Fuerza Aérea de Nueva Zelanda, bajo el mando del general George Kenney, iniciaron una campaña de bombardeos contra los aeródromos y el puerto de Rabaul. La misión inicial fue planeada para 349 aviones el 12 de octubre de 1943, pero no pudo ser seguida de inmediato debido al mal tiempo. Un solo ataque de 50 bombarderos B-25 Mitchell alcanzó el objetivo el 18 de octubre. Los ataques sostenidos se reanudaron el 23 de octubre, culminando con una gran incursión el 2 de noviembre.
En la misión del 2 de noviembre, nueve escuadrones de B-25, 72 bombarderos en total y seis escuadrones de P-38 Lightning totalizaron 80 escoltas de caza que atacaron el puerto de Simpson y sus defensas antiaéreas con ataques de bombardeo y ametrallamientos a altitud mínima. Ocho B-25 fueron derribados por cañones antiaéreos o por cazas navales japoneses. Nueve de los P-38 también se perdieron. Entre los fallecidos se encontraban el mayor Raymond H. Wilkins del 3.er Grupo de Ataque, que fue galardonado póstumamente con la Medalla de Honor.